# Злодії (оповідання)
«Злодії», «Крадії» (рос. Воры) — оповідання А. П. Чехова, вперше опубліковане у 1890 році.

## Сюжет
В оповіданні описуються події, що відбуваються з фельдшером Ергуновим, який одного разу повертався з містечка Рєпіна, куди він їздив за покупками для лікарні. Лікар дав йому для поїздки свого кращого коня.
По дорозі в негоду він зупинився в будинку вбитого раніше Андрія Чирикова. У будинку жила його стара дружина і донька Любка. В будинку виявилися шахрай і конокрад Калашніков і конокрад Мерик. У розмові фельдшер розповідає про себе, про свою роботу. Потім його пригостили, та як слід напоїли, від чого він повеселішав і втратив коня. Повертався він пішки з болем у голові і думав: «Що якщо сам він до цих пір не став злодієм, шахраєм або навіть розбійником, то тому лише, що не здатен або не зустрілась слушна нагода».
Через півтора року, фельдшер, звільнений з лікарні, йшов по містечку з трактиру і побачив красиву багряну заграву. Виявилося, що це горить двір Андрія Чирикова. Він згадав, що сталося з ним півтора року тому, уявив, як горять зарізані стара Чирикова і Любка, і позаздрив Мерику. Дивлячись на будинки багатих мешканців, він міркував: "добре б вночі залізти до когось багатшого!"

## Історія публікації
Оповідання «Злодії» було написане А. П. Чеховим під час підготовки до подорожі на Сахалін. Оповідання було закінчено 15 березня 1890 року і надіслано в журнал «Новий час», де було надруковано під заголовком «Чорти». Видавець А. С. Суворін в листі написав Чехову свою думку про оповідання. Чехов відповів Суворіну: «Ви хочете, щоб я, зображуючи конокрадів, казав би: крадіжка коней є зло. Але ж це і без мене давно вже відомо. Нехай судять їх присяжні засідателі, а моя справа показати тільки, які вони є. Я пишу: ви маєте справу з конокрадами, так знайте ж, що це не жебраки, а ситі люди, що це люди культу і що конокрадство є не просто крадіжка, а пристрасть».
Описуваний в оповіданні конокрад Мерік зустрічається в інших п'єсах і оповіданнях Чехова: «Невидана п'єса» або «Безбатченко» (1879—1881), етюд «На великій дорозі».
Для збірки творів у виданні Маркса автор піддав оповідання переробці. Чехов виключив з тексту сцену гри Мерика на балалайці, співу Калашникова, скоротив опис танцю Любки і Мерика, прибрав розповідь Калашникова про «лицарські бесіди» удалих конокрадів. У першому варіанті розповідь закінчувалася такою фразою: «І йому стало здаватися, що на небі не заграва, а червона кров Любові, і позаздрив він Мерику». В новому варіанті на цьому розповідь не закінчується — в останньому абзаці редакції увага читача переключається на фельдшера Ергунова. До фельдшера після нічної зустрічі з конокрадами приходить усвідомлення безглуздості свого «нормального життя».
В оповіданні присутні прикмети місцевості, яка знаходиться біля Таганрога.
Розповідь була вперше надрукована в журналі «Новий час» № 5061, 1 квітня 1890 року з підписом Антон Чехов. Розповідь увійшла до зібрання творів Чехова, виданого А. Ф. Марксом.

## Переклади українською
Оповідання «Злодії» увійшло до першого тому тритомного зібрання перекладів Чехова українською мовою, що вийшло 1930 року у видавництві Книгоспілка. Перекладач — Євген Плужник.